# Vredeskerk (Jawor)
De aan de Heilige Geest gewijde protestantse Vredeskerk (Pools: Kościół Pokoju p.w. Świętego Ducha) in Jawor (vroeger: Jauer) behoort tot de belangrijkste kerkgebouwen van het tegenwoordig Poolse Silezië. De Vredeskerken in Jawor en Świdnica prijken sinds 2001 op de werelderfgoedlijst van UNESCO.

## Geschiedenis

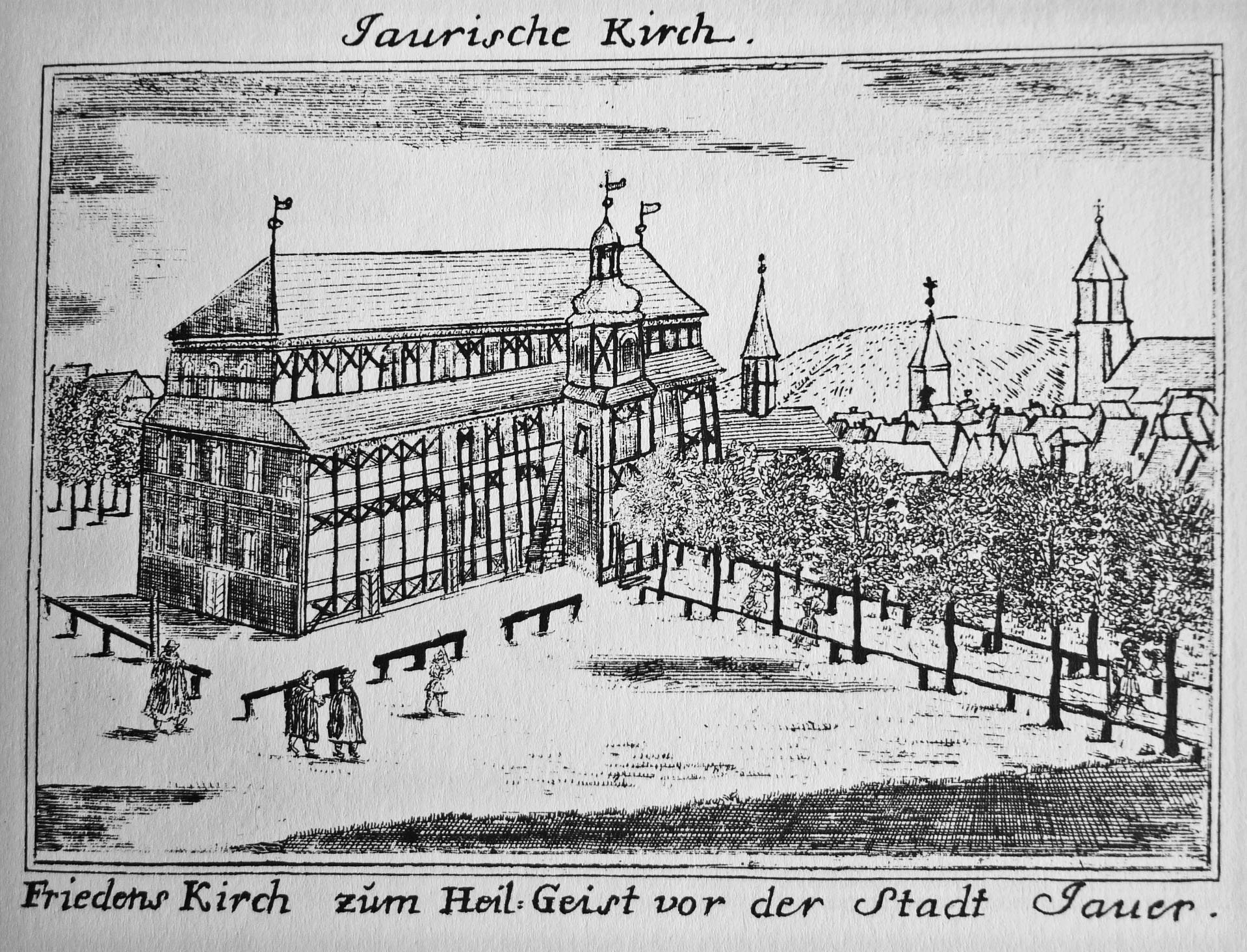
Historische afbeelding van de kerk (Friedrich Bernhard Werner 1748)

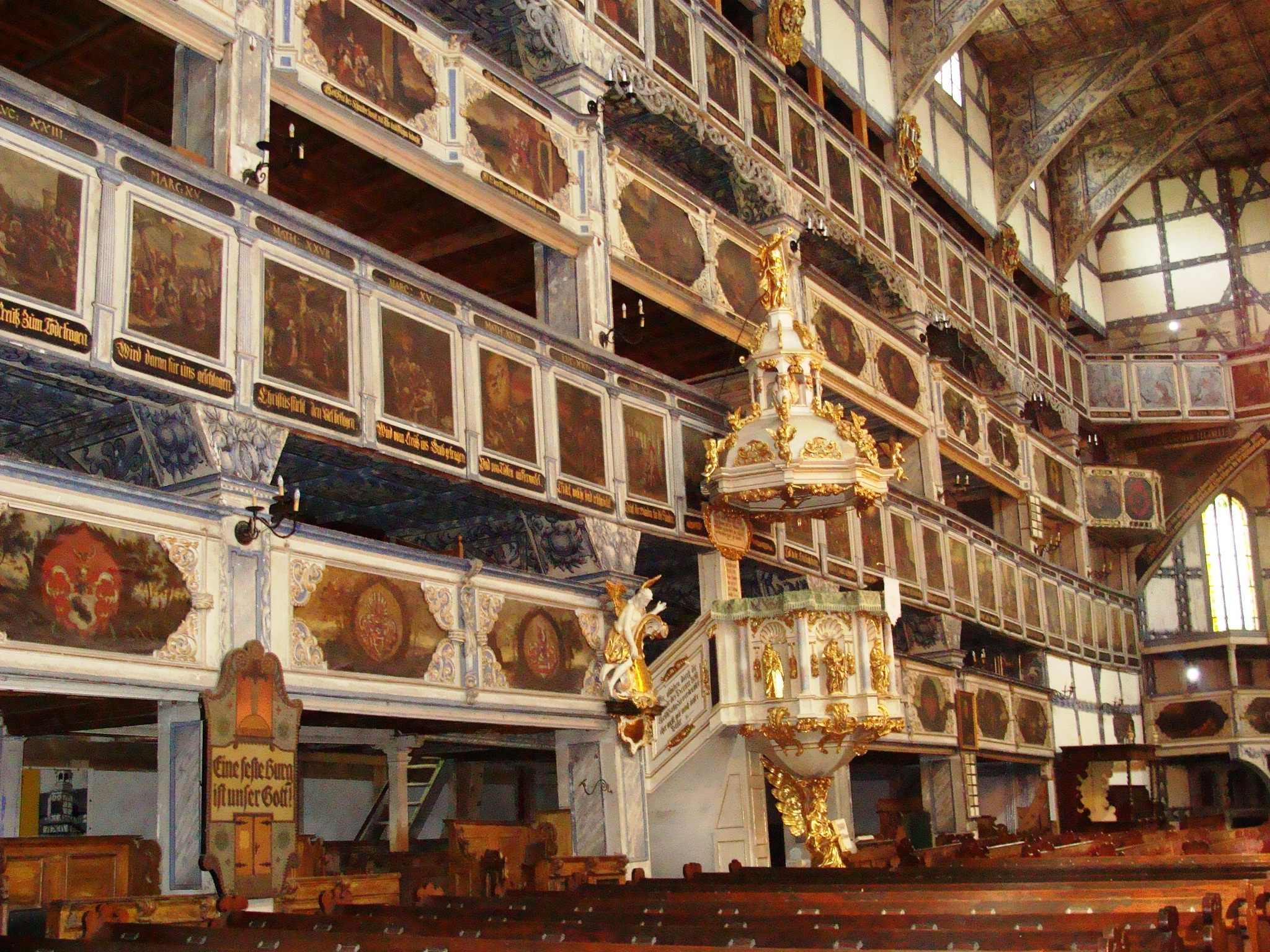
De galerijen en de preekstoel

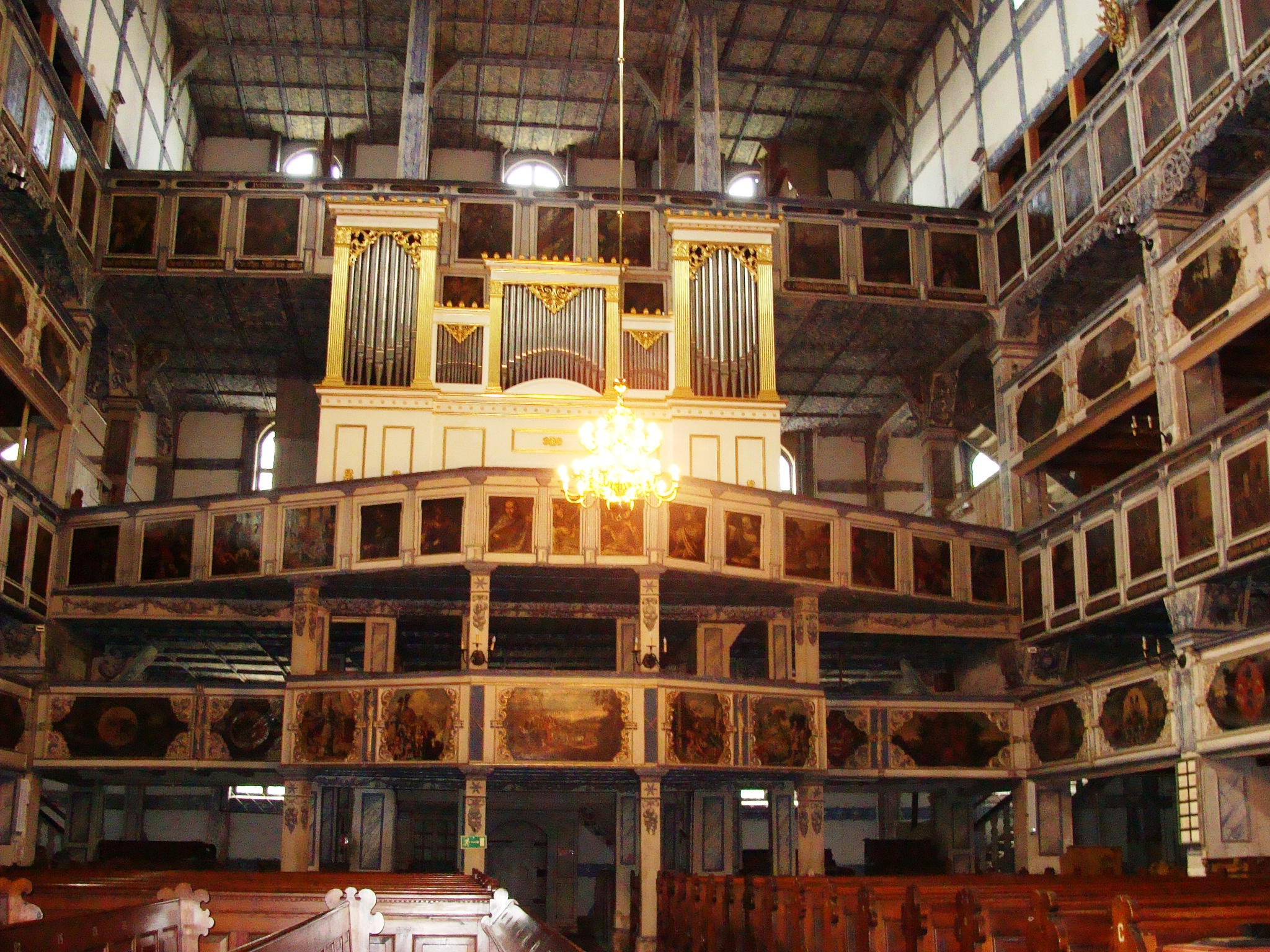
Orgelgalerij

Uit de Vrede van Westfalen in 1648 volgde de toestemming om voor de Silezische protestanten drie Vredeskerken te bouwen: in Glogau (tegenwoordig Głogów), Jauer en Schweidnitz. Er werden echter voorwaarden aan de bouw gesteld: het was slechts toegestaan om voor de kerken hout, leem en stro te gebruiken, baksteen en tegels waren verboden. Andere restricties waren een verbod op de bouw van torens en het aanschaffen van kerkklokken. Voor de bouw van de kerken kwamen slechts onaantrekkelijke plekken buiten de stadsmuren in aanmerking. De kerken moesten bovendien binnen een jaar worden voltooid en de bouwkosten volledig door de gemeenteleden worden gedragen. 
De kerk in Jauer werd tussen 1654 en 1655 naar een ontwerp van de architect Albrecht von Saebisch (1610–1688) uit Breslau (tegenwoordig: Wrocław ) gebouwd. De lengte van de kerk bedraag 43,5 meter, de breedte 14 meter en de hoogte 15,7 meter. Het gebouw heeft een capaciteit van circa 5.500 personen.
Het beschildering van het interieur ontstond in de jaren 1671-1681 en werd door Georg Flegel uitgevoerd. De motieven van de meer dan 200 voorstellingen zijn voornamelijk op de Bijbel geënt. Aan de tweede galerij zijn 72 scènes uit het Nieuwe Testament aangebracht; op de vierde galerij betreffen het 71 scènes uit het Oude Testament. Elke scène is voorzien van een Bijbeltekst. De twee andere galerijen werden vooral beschilderd met wapens van de Silezische adel.
De kansel uit 1670 is gebouwd door Matthäus Knote uit Liegnitz (tegenwoordig: Legnica). Het altaar van Martin Schneider ontstond in 1672.
Het eerste orgel van J. Hoferichter uit Liegnitz stamde uit het jaar 1664. Het toonde mankementen en werd in de jaren 1855–1856 vervangen door een nieuw orgel van Adolf Alexander Lummert uit Breslau. Het orgel werd in de jaren 1899, 1937 en 2002-2005 vergroot en gerenoveerd.
In 1707 wist de Zweedse koning Karel XII meer vrijheden voor protestanten in Silezië af te dwingen en mocht er een klokkentoren worden aangebouwd. De klokken in de tonen es', g' en b' werden in 1708 van Christian Demminger in Liegnitz gegoten.
Van eenzelfde bouwwijze als de Vredeskerken van Jauer en Schweidnitz zijn de Genadekerk van Militsch (Milicz), de Grenskerk van Friedersdorf (Biedrzychowice) en de Receskerk van Herrnprotsch (Pracze Odrzańskie).

## Kerkelijke gemeente
De protestantse kerkgemeente van Jauer telt tegenwoordig maar ± 40 gelovigen. De kerk wordt met financiële steun uit Duitsland onderhouden. De kerkelijke gemeente van Jauer onderhoudt vriendschapsbanden met enkele protestantse Duitse gemeenten.